# Kurt Liander
Kurt Liander (Stockholm, 1932. január 28. – Stockholm, 2020. március 10.) válogatott svéd labdarúgó, csatár, edző.

## Pályafutása

### Klubcsapatban
1949 és 1959 között az AIK, 1960-ban a Råsunda IS, 1961 és 1968 között az IFK Stockholm labdarúgója volt. 1969 és 1971 között a BK Vargarna játékos-edzőjeként tevékenykedett.

### A válogatottban
1954 és 1958 között öt alkalommal szerepelt a svéd válogatottban és egy gólt szerzett.

### Edzőként
1967–68-ban az IFK Stockholm, 1969–72-ben a BK Vargarna játékos-edzőjeként kezdte edzői működését. 1975-ben az AIK, 1976 és 1978 között a Täby IS, 1980-ban a Spårvägens GoIF vezetőedzője volt. 1982–83-ban az AIK tartalék csapatának, 1986–87-ben a Täby, 1990-ben ismét az AIK ifjúsági csapatának az edzője volt.